# Созопол (община)
Вижте пояснителната страница за други значения на Созопол.
Община Созопол се намира в Югоизточна България и е една от съставните общини на област Бургас.

## География

### Географско положение, граници, големина
Общината се намира в източната част на област Бургас. С площта си от 480,067 km2 заема 8-о място сред общини на областта, което съставлява 6,2% от територията на областта. Границите ѝ са следните:
- на север – община Бургас;
- на северозапад – община Камено;
- на запад – община Средец;
- на югозапад – община Малко Търново;
- на юг – община Приморско;
- на изток и североизток – Черно море.

### Релеф, води, природни и исторически забележителности

#### Релеф
Релефът на общината е преобладаващо хълмист и ниско планински. Цялата община попада в най-северните разклонения на планината Странджа. Цялата югозападна част от територията ѝ се заема от северните склонове на странджански рид Босна с най-висока точка връх Босна (454 m), разположен в най-южната част на общината. На североизток се простират северните разклонения на Медни рид с връх Бакарлъка (376 m) и югоизточните склонове на ниския рид Росен баир с връх Голия баир (267 m). По долините на реките Факийска и Изворска има малки долинни разширения, най-големи от които са около селата Зидарово и Крушевец. Между Медни рид на югозапад и черноморското крайбрежие също има обширни равнинни участъци, удобни за селскостопанска дейност.

#### Води
Цялата територия на общината попада в пределите на Черноморския водосборен басейн. Основните реки са: Факийска (долното течение) с десния си приток Даръдере и Изворска (горното течение), вливащи се в язовир Мандра, които отводняват цялата югозападна половина на общината. В южната ѝ част попада цялото горно течение на река Ропотамо и горното течение на левия ѝ приток Росенска река.

#### Природни и исторически забележителности
Община Созопол е изключително богата на природни и исторически забележителности:
- в град Созопол и землището му – архитектурно-исторически резерват Стария град Созопол (обявен през 1965 г.); археологически музей (от 1978 г.); архитектурно-исторически комплекс „Южна крепостна стена и кула“; некрополи на античната Аполония Понтика; средновековен християнски комплекс; природен и археологически резерват остров Свети Иван (от 1993 г.); резерват „Пясъчна лилия“ (от 1962 г., на юг от града, в местността Каваците); защитена местност „Колокита“ (Коренята, от 1970 г., на 2 km югоизточно от града); природна забележителност „Пясъчни дюни Каваците“ (на около 3 km южно от града).
- в землището на село Вършило – останки от тракийска, римска и антична крепост „Калето“ (на запад от селото); защитена местност „Тясна река“ (120 ха, югоизточно от селото, по долината на река Даръдере).
- в землището на село Габър – защитена местност „Раков дол“ (от 1995 г., югозападно от селото, по долината на Факийска река); защитена местност „Старият соват“ (от 1994 г., на около 4 km северно от селото).
- в землището на село Зидарово – останки от средновековна крепост „Калето“; природна забележителност „Водениците“ (от 1995 г., на север от селото).
- в землището на село Индже войвода – архитектурен ансамбъл от 62 стари къщи, обявени за паметници на културата; пещерата „Липата“ (с дълбочина 41 m); защитена местност „Казаков вир“ (от 2003 г.).
- в землището на село Крушевец – останки от средновековна крепост „Калето“ (на около 2 km северозападно от селото);
- в землището на село Равадиново – останки от тракийска и антична крепост „Калето“ (на 5 km южно от селото); природна забележителност „Пясъчни дюни в местността Алепу“ (12 ха, от 1984 г.); защитена местност „Бакарлъка“ (на запад от селото); природна забележителност „Блато Алепу“ (от 1986 г.).
- в землището на село Росен – останки от късноантична и средновековна крепост „Кримна“ (на връх Бакърлъка, най-високата точка на Медни рид).
- в землището на град Черноморец – останки от крепост на нос Акра (на около 2 km северозападно от града); останки от крепост „Таласкара“ (на п-ов Червенка, на около 2 km югоизточно от града); природна забележителност „нос Червенка“ (2 ха, от 1973 г.); праисторическо селище в къмпинг „Градина“.

### Населени места
Общината се състои от 12 населени места. Списък на населените места, подредени по азбучен ред, население и площ на землищата им:
| Населено място | Пребр. на населението през 2021 г. | Площ на землището (в км2) | Забележка (старо име)                                     | Населено място | Пребр. на населението през 2021 г. | Площ на землището (в км2) | Забележка (старо име)     |
| Атия           | 766                                | -                         | Росен (от 1957 г. до 1997 г.), в з-щето на гр. Черноморец | Присад         | 105                                | 17,180                    | Ахлатлии (до 1934 г.)     |
| Вършило        | 100                                | 46,493                    | Кърхарман (до 1934 г.), Харман (от 1934 г. до 1951 г.)    | Равадиново     | 694                                | 27,250                    |                           |
| Габър          | 252                                | 45,407                    | Джемерен (до 1934 г.), Чемерен (от 1934 г. до 1951 г.)    | Равна гора     | 637                                | 28,430                    |                           |
| Зидарово       | 925                                | 60,290                    | Дюргерлии (до 1934 г.), Дюлгери (от 1934 г. до 1951 г.)   | Росен          | 1523                               | 38,386                    | Мехмеч кьой (до 1934 г.)  |
| Индже войвода  | 166                                | 91,301                    | Урум кьой (до 1934 г.)                                    | Созопол        | 4022                               | 41,829                    |                           |
| Крушевец       | 747                                | 52,940                    | Кайряк кьой (до 1934 г.)                                  | Черноморец     | 2047                               | 30,561                    | Свети Никола (до 1951 г.) |

## Административно-териториални промени
- Указ № 162/обн. 08.04.1931 г. – признава н.м. Равадиново за с. Равадиново;
- МЗ № 2820/обн. 14.08.1934 г. – преименува с. Дюргерлии на с. Дюлгери;

– преименува с. Урум кьой на с. Индже войвода;
– преименува с. Кайряк кьой на с. Крушевец;
– преименува с. Янъч дере на с. Раков дол;
– преименува с. Мехмеч кьой на с. Росен;
– преименува с. Кър харман на с. Харман;
– преименува с. Джемерен на с. Чемерен;
- МЗ № 3775/обн. 07.12.1934 г. – преименува с. Ахлатлии на с. Присад;
- МЗ № 1380/обн. 01.06.1939 г. – признава м. Равна гора за с. Равна гора;
- указ № 107/обн. 13.03.1951 г. – преименува с. Харман на с. Вършило;

– преименува с. Чемерен на с. Габър;
– преименува с. Дюлгери на с. Зидарово;
– преименува с. Свети Никола на с. Черноморец;
- Указ № 292/обн. 30.07.1957 г. – признава н.м. Атия за мин.с. Росен;
- Указ № 1521/обн. 24.10.1975 г. – заличава с. Раков дол и присъединява землището му към с. Габър;
- Указ № 258/обн. ДВ бр.57/11.07.1997 г. – отделя селата Ново Паничарево и Ясна поляна и техните землища от община Созопол и ги присъединява към община Приморско;
- Указ № 402/обн. ДВ бр. 86/23.09.1997 г. – преименува и признава мин.с. Росен за с. Атия;
- Указ № 127/обн. 24.04.2002 г. – отделя с. Веселие и неговото землище от община Созопол и го присъединява към община Приморско;
- Реш. МС № 926/обн. ДВ бр.98/11.12.2009 г. – признава с. Черноморец за гр. Черноморец;
- Указ № 121/обн. ДВ бр.38/21.05.2010 г. – отделя с. Извор и землището му от община Созопол и го присъединява към община Бургас.

## Население
Население на община Созопол през годините, според данни на НСИ:
| Година | Население |
| 2010   | 15 311    |
| 2011   | 12 657    |
| 2012   | 12 603    |
| 2013   | 12 634    |
| 2014   | 12 678    |
| 2015   | 12 804    |
| 2016   | 12 738    |
| 2017   | 12 937    |
| 2018   | 13 005    |
| 2019   | 12 979    |
| 2020   | 13 859    |
| 2021   | 13 982    |
| 2022   | 11 969    |
| 2023   | 12 560    |

### Раждаемост, смъртност и естествен прираст
Раждаемост, смъртност и естествен прираст през годините, според данни на Националният статистически институт:
| Година | Численост  | Численост | Численост | Година | Средно на 1000 души (в ‰) | Средно на 1000 души (в ‰) | Средно на 1000 души (в ‰) |
| Година | Живородени | Починали  | Прираст   | Година | Раждаемост                | Смъртност                 | Естествен прираст         |
| ------ | ---------- | --------- | --------- | ------ | ------------------------- | ------------------------- | ------------------------- |
| 2008   | 162        | 249       | -87       | 2008   | 10.4                      | 15.9                      | -5.6                      |
| 2009   | 157        | 246       | -89       | 2009   | 10.0                      | 15.8                      | -5.7                      |
| 2010   | 145        | 214       | -69       | 2010   | 9.5                       | 14.0                      | -4.5                      |
| 2011   | 128        | 213       | -85       | 2011   | 10.1                      | 16.8                      | -6.7                      |
| 2012   | 120        | 211       | -91       | 2012   | 9.5                       | 16.7                      | -7.2                      |
| 2013   | 116        | 205       | -89       | 2013   | 9.2                       | 16.2                      | -7.0                      |
| 2014   | 107        | 245       | -138      | 2014   | 8.4                       | 19.3                      | -10.9                     |
| 2015   | 119        | 233       | -114      | 2015   | 9.3                       | 18.2                      | -8.9                      |
| 2016   | 118        | 207       | -89       | 2016   | 9.3                       | 16.3                      | -7.0                      |
| 2017   | 133        | 230       | -97       | 2017   | 10.3                      | 17.8                      | -7.5                      |
| 2018   | 121        | 221       | -100      | 2018   | 9.3                       | 17.0                      | -7.7                      |
| 2019   | 111        | 241       | -130      | 2019   | 8.6                       | 18.6                      | -10.0                     |
| 2020   | 106        | 253       | -147      | 2020   | 7.7                       | 18.3                      | -10.6                     |
| 2021   | 108        | 302       | -194      | 2021   | 7.7                       | 21.6                      | -13.9                     |
| 2022   | 90         | 280       | -190      | 2022   | 7.5                       | 23.4                      | -15.9                     |
| 2023   | 103        | 203       | -100      | 2023   | 8.2                       | 16.2                      | -8.0                      |

### Етнически състав
Преброяване на населението през 2011 г.
Численост и дял на етническите групи според преброяването на населението през 2011 г., по населени места (подредени по численост на населението):
| Населено място | Численост | Численост | Численост | Численост | Численост | Численост           | Численост     | Населено място | Дял (в %) | Дял (в %) | Дял (в %) | Дял (в %) | Дял (в %)           | Дял (в %)     |
| Населено място | Общо      | Българи   | Турци     | Цигани    | Други     | Не се самоопределят | Не отговорили | Населено място | Българи   | Турци     | Цигани    | Други     | Не се самоопределят | Не отговорили |
| Общо           | 12 610    | 8889      | 523       | 1678      | 88        | 24                  | 1408          | 100.00         | 70.49     | 4.14      | 13.30     | 0.69      | 0.19                | 11.16         |
| -------------- | --------- | --------- | --------- | --------- | --------- | ------------------- | ------------- | -------------- | --------- | --------- | --------- | --------- | ------------------- | ------------- |
| Созопол        | 4317      | 3566      | 18        |           | 44        |                     | 680           | Созопол        | 82.60     | 0.41      |           | 1.01      |                     | 15.75         |
| Черноморец     | 2059      | 1851      | 19        | 16        | 28        | 5                   | 140           | Черноморец     | 89.89     | 0.92      | 0.77      | 1.35      | 0.24                | 6.79          |
| Росен          | 1424      | 927       | 3         | 449       |           |                     | 33            | Росен          | 65.09     | 0.21      | 31.53     |           |                     | 2.31          |
| Зидарово       | 1122      | 749       | 164       | 203       | 0         | 5                   | 1             | Зидарово       | 66.75     | 14.61     | 18.09     | 0.00      | 0.44                | 0.08          |
| Атия           | 856       | 504       | 5         |           |           |                     | 341           | Атия           | 58.87     | 0.58      |           |           |                     | 39.83         |
| Крушевец       | 840       | 391       | 139       | 307       |           |                     | 1             | Крушевец       | 46.54     | 16.54     | 36.54     |           |                     | 0.11          |
| Равна гора     | 662       | 145       | 174       | 307       | 0         | 0                   | 36            | Равна гора     | 21.90     | 26.28     | 46.37     | 0.00      | 0.00                | 5.43          |
| Равадиново     | 644       | 383       | 0         | 250       | 4         | 0                   | 7             | Равадиново     | 59.47     | 0.00      | 38.81     | 0.62      | 0.00                | 1.08          |
| Габър          | 275       | 134       | 0         | 140       | 0         | 0                   | 1             | Габър          | 48.72     | 0.00      | 50.90     | 0.00      | 0.00                | 0.36          |
| Индже войвода  | 185       | 18        |           |           |           | 0                   | 165           | Индже войвода  | 9.72      |           |           |           | 0.00                | 89.18         |
| Присад         | 114       | 111       |           |           |           |                     | 1             | Присад         | 97.36     |           |           |           |                     | 0.87          |
| Вършило        | 112       | 110       | 0         | 0         | 0         | 0                   | 2             | Вършило        | 98.21     | 0.00      | 0.00      | 0.00      | 0.00                | 1.78          |

## Политика

### Общински съвет
Състав на общинския съвет, избиран на местните избори през годините:
| Партия или сдружение | 2003    | 2007    | 2011    | 2015    |
| Избирателна активност по време на изборите | 55,94 % | 75,87 % | 71,16 % | 75,08 % |
| Общ брой места | 17      | 17      | 17      | 17      |
| --- | ------- | ------- | ------- | ------- |
| ГЕРБ |         | 2       | 11      | 11      |
| Българска социалистическа партия | 4       | 2       | 3       | 4       |
| Земеделски съюз „Александър Стамболийски“ |         |         | 3       | 1       |
| Национален фронт за спасение на България |         |         |         | 1       |
| Коалиция „ФАР“ (Съюз на свободните демократи, Български демократичен съюз „Радикали“, Движение „Нашият град“)                                                                                    |         | 5       |         |         |
| Коалиция „Бъдеще за община Созопол“ (ВМРО – Българско национално движение, Земеделски народен съюз, Българска социалдемокрация, Национално движение „Симеон Втори“, Демократи за силна България) |         | 3       |         |         |
| Коалиция „Селото“ (Либерален алианс, Обединение „Достойна България“) |         | 2       |         |         |
| Атака |         | 1       |         |         |
| Коалиция „Промяна“ (Съюз на демократичните сили, Демократическа партия, Родина) |         | 1       |         |         |
| Зелена партия |         | 1       |         |         |
| Съюз на свободните демократи | 7       |         |         |         |
| Съюз на демократичните сили | 2       |         |         |         |
| Партия на зелените | 1       |         |         |         |
| Българска социалдемокрация | 1       |         |         |         |
| Коалиция „Напред Созопол“ | 1       |         |         |         |
| Коалиция „ВМРО – Българско национално движение и политическо движение „Социалдемократи““ | 1       |         |         |         |

### Награди за Община Созопол
- Победител в категория „Туризъм, култура, фестивали и традиции“, раздел „малки общини“, в онлайн конкурса „Кмет на годината, 2017“. Приз за кмета Панайот Рейзи за развитието на общината като атрактивна туристическа дестинация с множество инициативи в различни посоки.

## Транспорт
През общината преминават частично 7 пътя от Републиканската пътна мрежа на България с обща дължина 102.1 km:
- участък от 25,4 km от Републикански път I-9 (от km 256,5 до km 281,9);
- участък от 22,8 km от Републикански път II-99 (от km 6,5 до km 29,3);
- началният участък от 15,5 km от Републикански път III-907 (от km 0 до km 15,5);
- началният участък от 19,1 km от Републикански път III-908 (от km 0 до km 19,1);
- началният участък от 9,5 km от Републикански път III-992 (от km 0 до km 9,5);
- участък от 6,9 km от Републикански път III-7908 (от km 9 до km 15,9);
- началният участък от 2,9 km от Републикански път III-9009 (от km 0 до km 2,9).

## Топографски карти
- Лист от карта K-35-55. Мащаб: 1 : 100 000.
- Лист от карта K-35-56. Мащаб: 1 : 100 000.
- Лист от карта K-35-67. Мащаб: 1 : 100 000.
- Лист от карта K-35-68. Мащаб: 1 : 100 000.